# Incunabolo

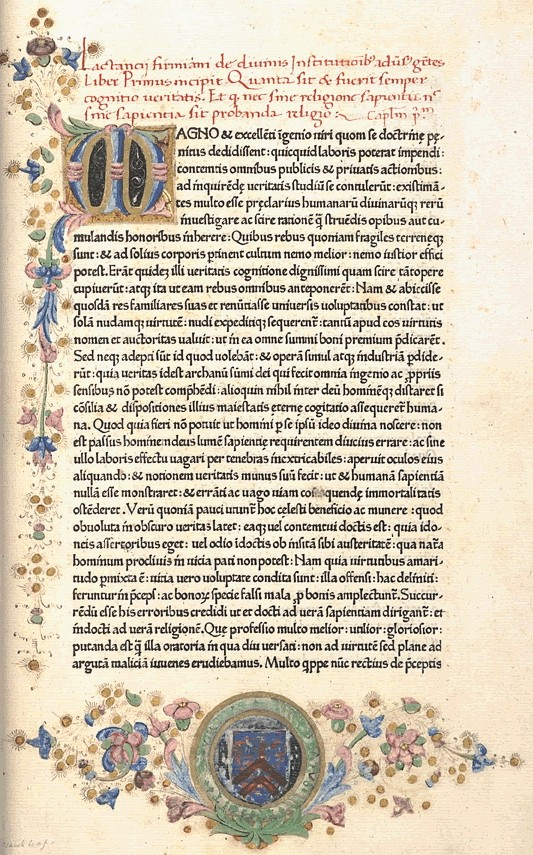
Incipit del Lattanzio di Subiaco, il primo incunabolo con data certa (29 ottobre 1465) stampato in Italia

Con incunabolo (o incunabulo) si intende un libro stampato con la tecnica a caratteri mobili prima dell'anno 1501. A volte è detto anche quattrocentina.

## Origine del nome
Il termine deriva dal latino umanistico incunabulum, forma singolare ricostruita per la nuova accezione del latino classico incunabula, soltanto plurale, che significa "in culla".
Il termine incunabula riferito alla stampa fu utilizzato per primo dal medico e umanista olandese Hadrianus Iunius (Adriaan de Jonghe, 1511-1575) e compare in un passo della sua opera postuma (scritta nel 1569): Hadrianus Iunius, Batavia, […], [Lugduni Batavorum], ex officina Plantiniana, apud Franciscum Raphelengium, 1588, p. 256 r. 3: «inter prima artis [typographicae] incunabula».
Solo per un equivoco l’inventore della nuova accezione del termine è stato ritenuto Bernhard von Mallinckrodt (1591-1664), decano della cattedrale di Münster; infatti, è lo stesso identico passo quello che si ritrova nel suo opuscolo: Bernardus a Mallinkrot, De ortu ac progressu artis typographicae dissertatio historica, [...], Coloniae Agrippinae, apud Ioannem Kinchium, 1640 (in antiporta: 1639), p. 29 r. 16: «inter prima artis [typographicae] incunabula», all’interno di un lungo brano di più pagine, che con la massima correttezza e acribia egli cita integralmente in caratteri corsivi (ossia tra virgolette), riferendo il nome dell’autore e l’opera citati: «Primus istorum […] Hadrianus Iunius est, cuius integrum locum, ex Batavia eius, operae pretium est adscribere; […]. Ita igitur Iunius» (ibid., p. 27 rr. 27-32, cui segue il brano, «Redeo → sordes», ibid., p. 27 r. 32 ‒ p. 30 r. 32 [= Batavia, p. 253 r. 28 ‒ p. 258 r. 21]). Dunque, l’attestazione è una sola, l’altra è una citazione.
Il contributo decisivo all'affermazione del termine fu dovuto alla sua adozione nel titolo del primo catalogo di libri quattrocenteschi, Incunabula typographiae, pubblicato da Cornelis van Beughem nel 1688. Nei secoli successivi divenne un termine tecnico bibliografico diffuso in quasi tutte le lingue europee, per definire i libri impressi dal 1455 (anno in cui fu inventata in Europa la stampa a caratteri mobili) al 1500 compreso.

## Storia
Gli incunaboli sono i primi libri moderni, cioè realizzati in serie con delle modalità proto-industriali. Nel XV secolo furono attive, in tutta Europa, oltre cinquecento tipografie. Si stima che fra il 1455 e il 1500 siano state stampate circa 35.000 edizioni, per una tiratura complessiva che si aggira intorno ai 10 milioni di copie, di cui sopravvivono circa 450.000 esemplari (moltissime edizioni esistono in più copie); di questi, circa 110.000 sono conservate in Italia, dove furono impressi più di un terzo del totale degli incunaboli.
Gli incunaboli sono considerati beni molto preziosi e vengono conservati in musei e nelle più importanti biblioteche. Il primo libro stampato è stata la Bibbia di Gutenberg, in latino, così chiamata perché stampata da Johannes Gutenberg tra il 1452 e il 1455, in due volumi in folio, rispettivamente di 322 e 319 carte, tirata in 180 esemplari di cui quaranta su pergamena.
Non esistendo ancora un mercato del libro, gli stampatori riprodussero le opere del passato: antichità romana e traduzioni latine dei classici greci. Per questo motivo la stragrande maggioranza degli incunaboli fu stampata in latino, che inoltre era all'epoca considerata la lingua dotta e internazionale per eccellenza.
Le opere stampate nel secolo successivo vengono dette cinquecentine, ma alcuni studiosi, soprattutto di area anglosassone, siccome le edizioni realizzate nei primi vent'anni del Cinquecento presentano ancora delle caratteristiche comuni con quelle stampate nel XV secolo, preferiscono parlare fino a quel limite cronologico di postincunaboli.

## Descrizione
Generalmente gli incunaboli non presentano un frontespizio, ma si aprono direttamente con il testo. In altri casi il testo è preceduto da una formula che contiene il nome dell'autore dell'opera e un titolo nell'incipit o nell'explicit. Le note tipografiche, cioè le indicazioni sullo stampatore, quando presenti, sono riportate nel colophon. Questo perché i primi libri realizzati con i caratteri mobili tendevano a imitare l'aspetto esteriore dei libri manoscritti, dove spesso, viste le loro modalità di produzione, tali indicazioni erano del tutto superflue.
Gli stessi caratteri adottati imitano quelli dei manoscritti; la numerazione delle pagine è spesso assente e l'ordine delle pagine è assicurato da richiami alla fine di ogni pagina, posti a destra in basso.

### Caratteri
I primi libri stampati fra il 1450 e il 1480 erano molto simili e spesso indistinguibili nell'aspetto dai manoscritti di età medioevale. Gli stampatori adottarono tutte le tipologie di caratteri esistenti presso gli amanuensi contemporanei:
- la textura degli stampatori di Magonza (prediletta per i libri liturgici),
- la scrittura bastarda, diffusa nei testi di giurisprudenza,
- la littera antiqua rotunda vs (littera) gotica moderna,
- la cancelleresca corsiva, diffusa fra gli umanisti.

Già ai primi del Cinquecento la littera antiqua rotunda si era rapidamente diffusa in tutta Italia, divenendo l'unico carattere tipografico, che restò l'esclusivo modello di umanistica anche presso i calligrafi dei secoli successivi.

### Legatura
Una chiara e minuziosa descrizione di come veniva cucito e legato un incunabolo è contenuta in una preziosa opera apparsa a Bologna nel 1722:
(Pellegrino Antonio Orlandi, Origine e progressi della stampa o sia dell'arte impressoria e notizia dell'opere stampate dall'anno MCCCCLVII sino all'anno MD, Bologna, Costantino Pisarri, 1722, p. 8)

## Galleria d'immagini

Distribuzione geografica delle città sedi di tipografie nel XV secolo[6]
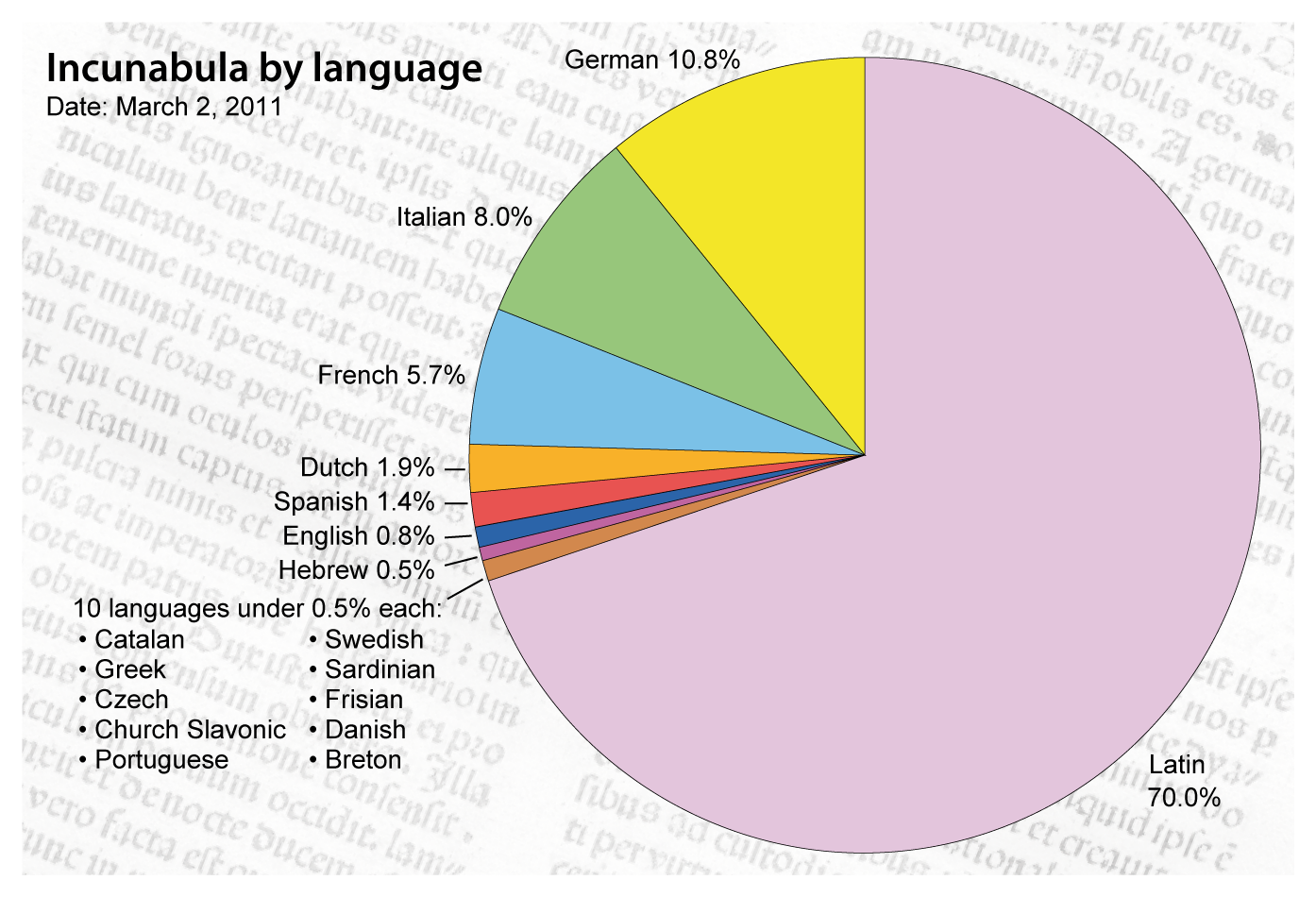
Distribuzione percentuale degli incunaboli del XV secolo per lingua
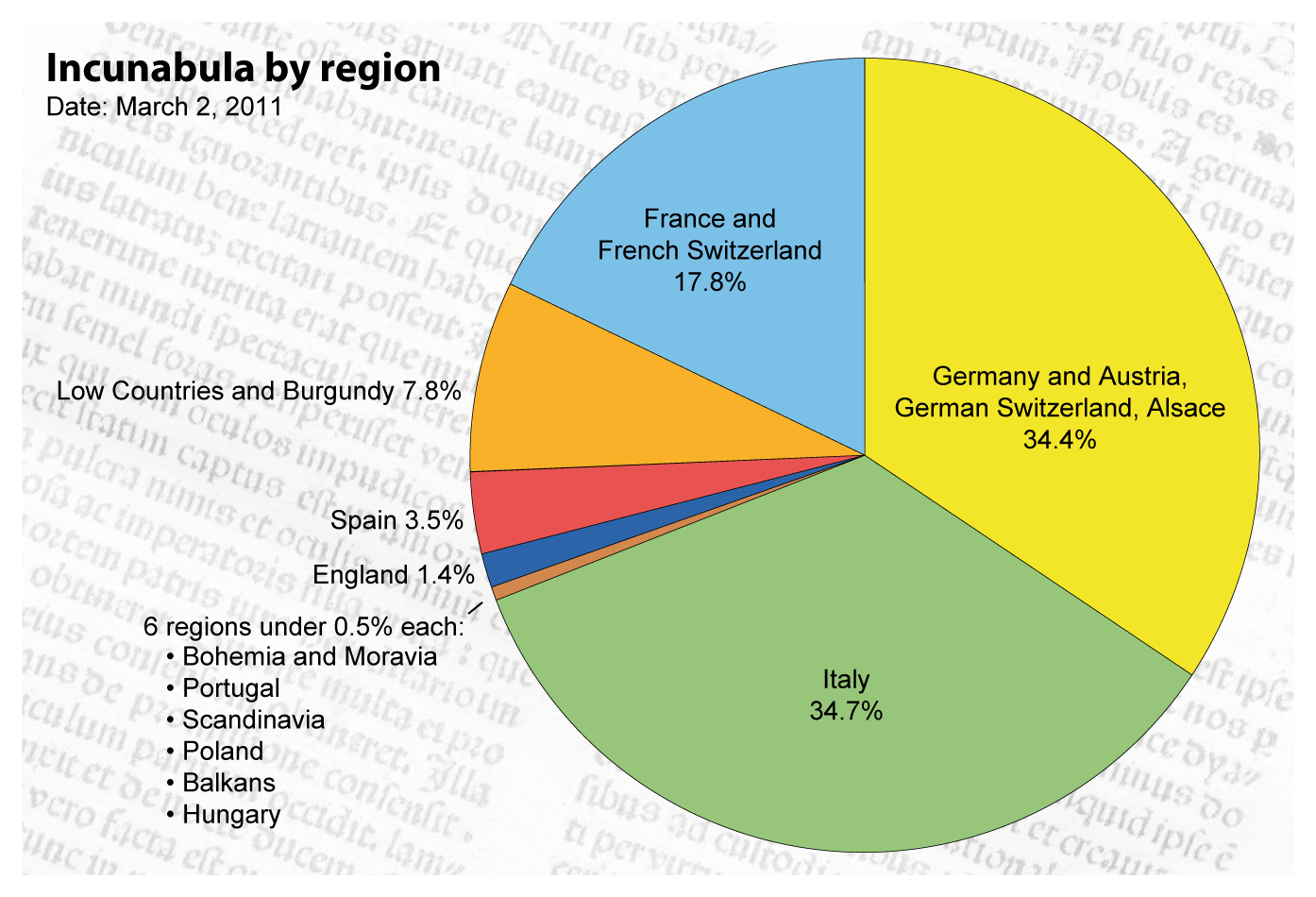
Distribuzione percentuale degli incunaboli del XV secolo per regione
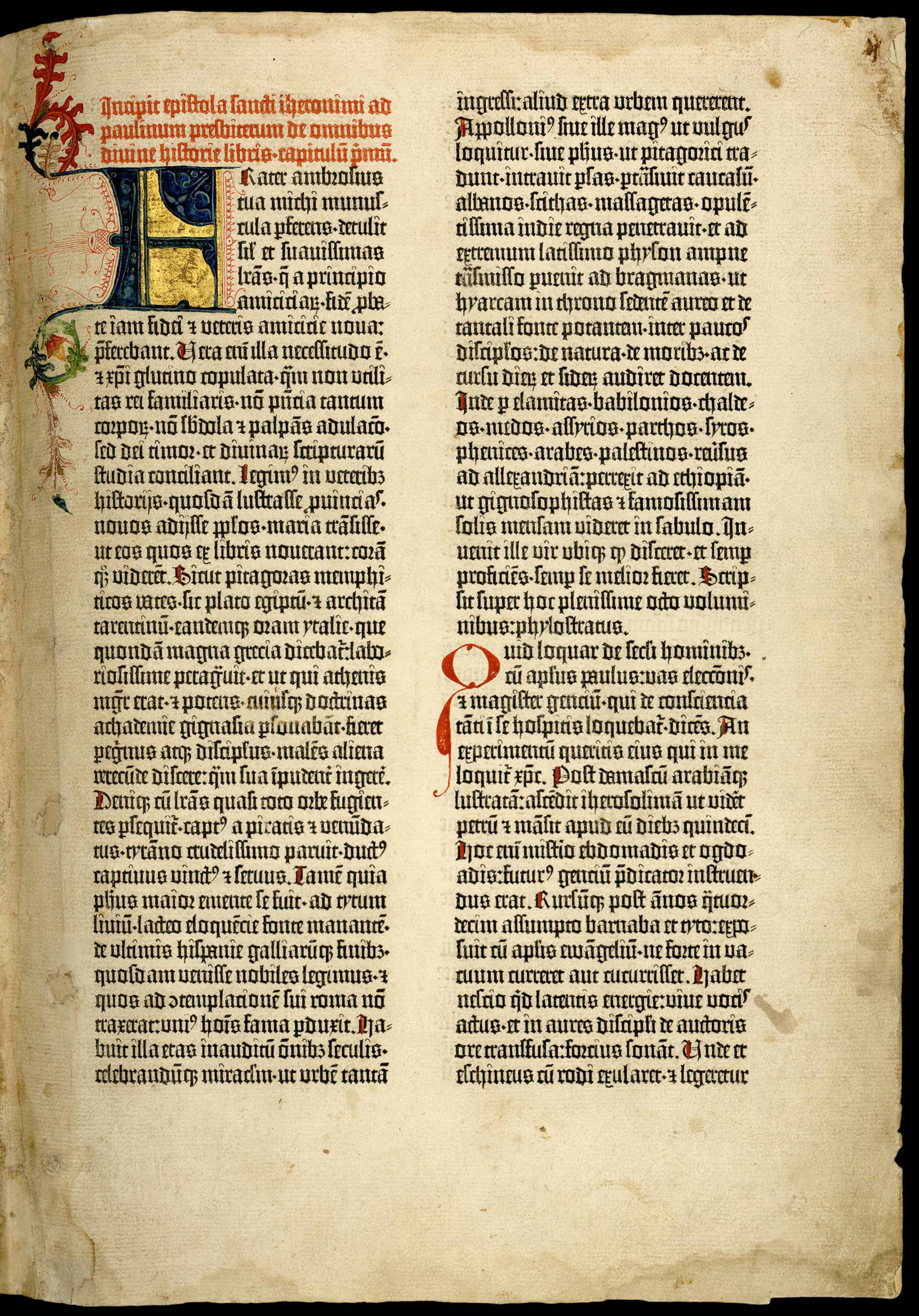
Una pagina della Bibbia di Gutenberg, il primo incunabolo in assoluto
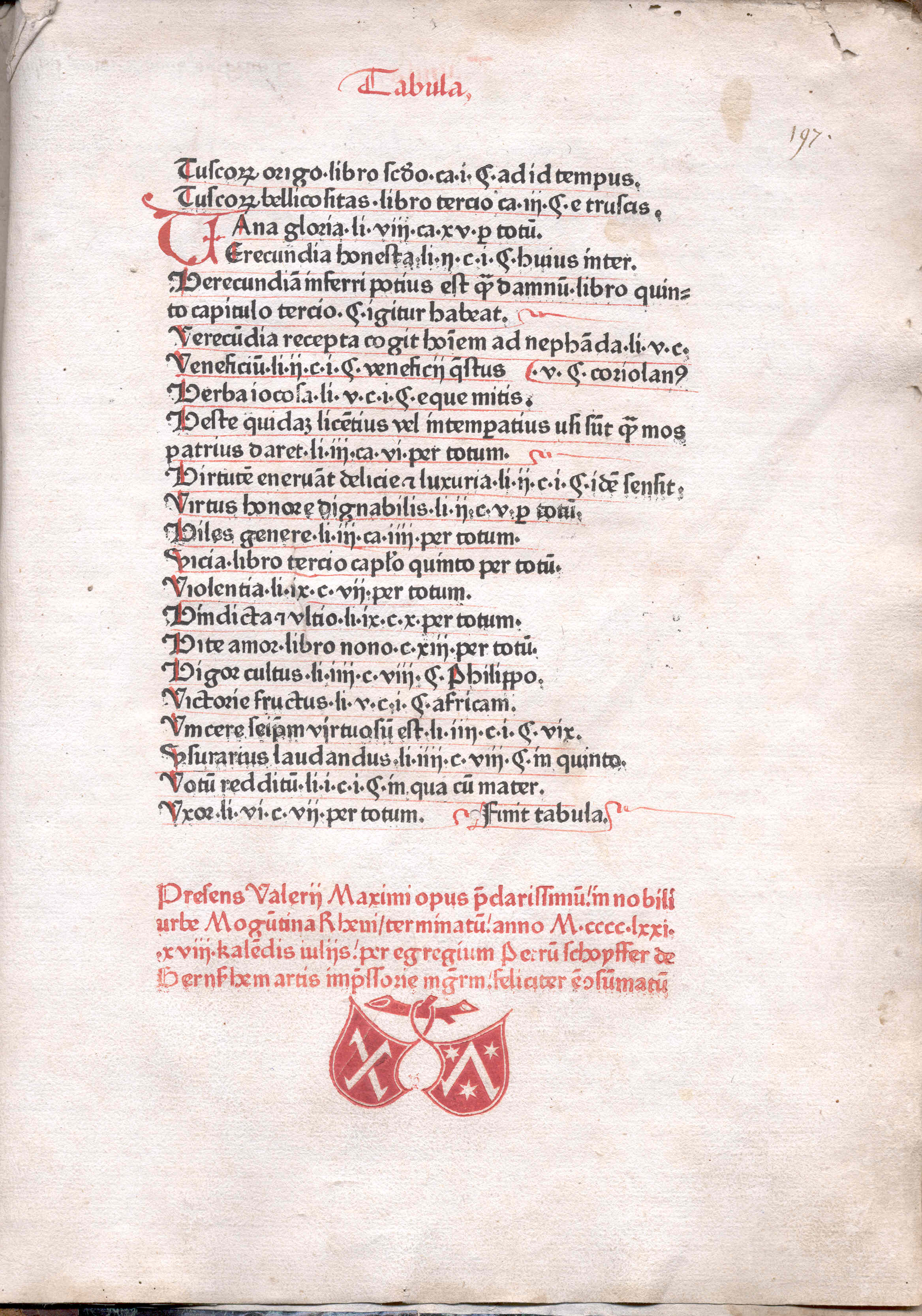
Colophon, stampato in rosso, del primo incunabolo di Valerio Massimo con data certa (Magonza, Peter Schöffer, 14 giugno 1471)
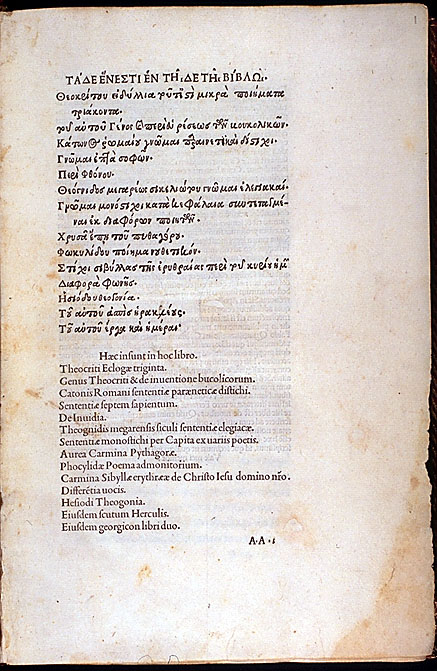
Un incunabolo aldino greco: il Teocrito del 1495
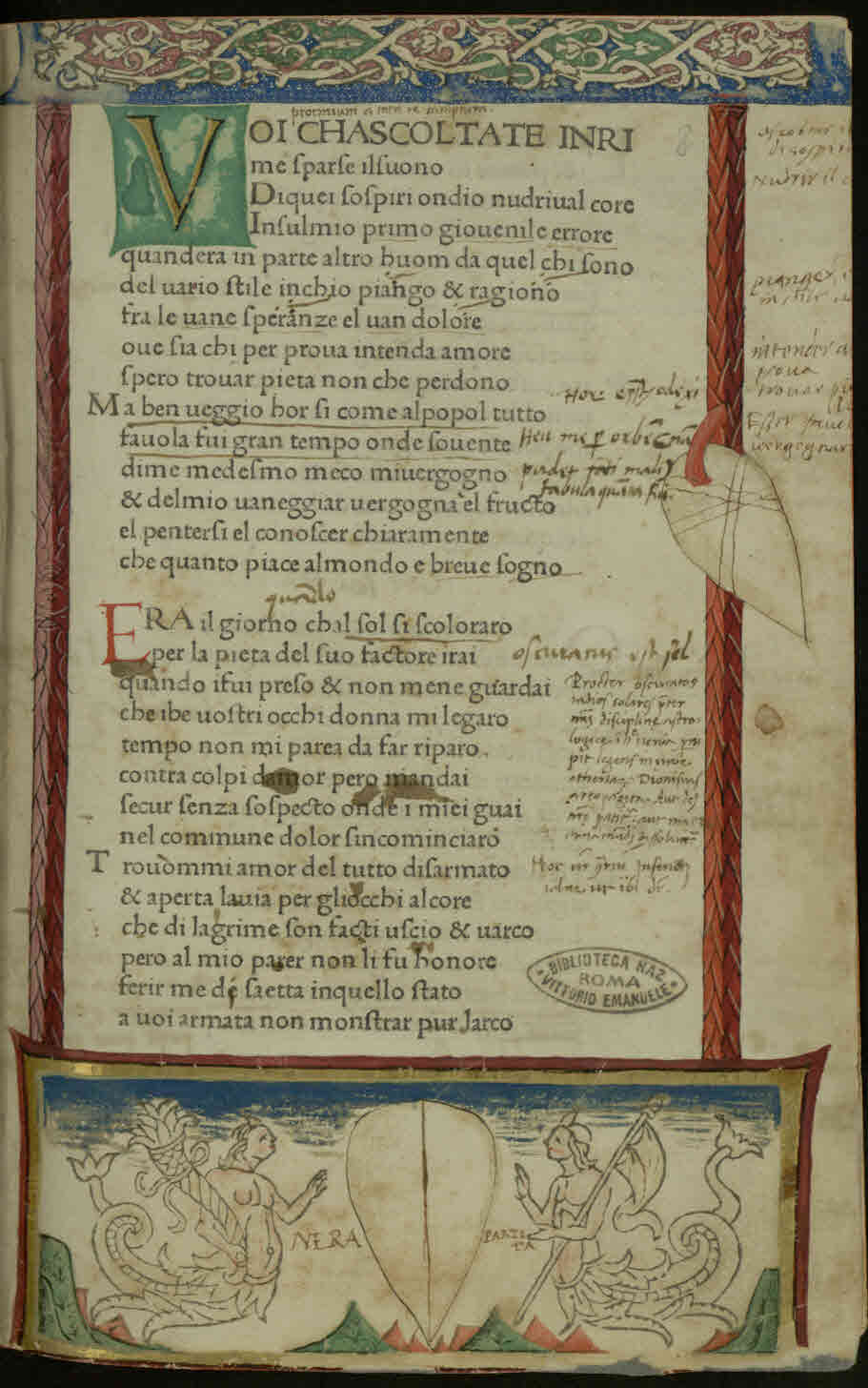
Incipit dell'editio princeps del Canzoniere di Petrarca (Venezia, Vindelinus, 1470), il primo incunabolo con data certa stampato in volgare italiano.